# 伍斯特 (喬治亞州)
伍斯特（英語：Wooster）是位於美國喬治亞州梅里韋瑟縣的一個非建制地區。該地的面積和人口皆未知。

## 地理
伍斯特的座標為33°08′30″N 84°37′49″W / 33.14167°N 84.63028°W，而該地的平均海拔高度為269米（即883英尺）。